# Перенсков-Перницкий, Вячеслав Николаевич
Вячеслав Николаевич Перенсков-Перницкий (19 марта 1898, Покровский уезд, Владимирская губерния, Российская империя — 18 августа 1948, Балабаново, Калужская область, СССР)
Футболом увлёкся в 1912 года играя в детской команде в первой в России детской Орехово-Зуевской футбольной лиге. Играл в командах «КСО», в «Замоскворецком клубе спорта», в сборной Москвы.
После окончания футбольной карьеры посвятил себя профессии хирурга. 
Окончил медицинский факультет Московского университета, работал в Морозовской больнице Орехово-Зуева. С августа 1932 г. он военный врач в Москве.
В Великую Отечественную войну воевал на Волховском и Ленинградском фронте в качестве хирурга полевого госпиталя. Весной 1943 года майора медицинской службы Перницкого тяжело ранили, он стал инвалидом, но продолжил работу в военных госпиталях.
После войны работал врачом в Доме отдыха «Балабаново» Калужской области.
18 августа 1948 г. погиб, спасая утопающего.

## Достижения
Чемпионат Москвы по футболу
- Вице-чемпион: 1915, 1917 (о), 1918 (о), 1923 (о)
- Бронзовый призёр: 1917 (в)

Московская футбольная лига / Кубок КФС-Коломяги
- Чемпион (3): 1919 (в), 1920 (в), 1922 (о)
- Вице-чемпион: 1919 (о)
- Бронзовый призёр: 1922 (в)

Кубок Тосмена
- Финалист: 1919

Список 33 лучших футболистов сезона в СССР
- правый край: 1920 (№ 2)[a]